# Talkin' Baseball
Talkin' Baseball (Willie, Mickey & The Duke) est une chanson de 1981 écrite et interprétée par Terry Cashman. La chanson décrit l'histoire des Ligues majeures de baseball des années 1950 au début des années 1980.
Le titre complet de la pièce fait référence aux anciens joueurs de baseball Willie Mays, Mickey Mantle et Duke Snider. Les 10 premières notes du morceau sont empruntées à l'hymne de baseball Take Me Out to the Ball Game.
Le morceau original est paru pendant la grève des Ligues majeures de baseball en 1981. Plusieurs versions différentes de la chanson ont été composées par Cashman au fil des ans. Ces versions sont adaptées pour différents clubs des Ligues majeures de baseball, et font référence à l'histoire et aux joueurs de ces franchises. En 1992, une autre version intitulée Talkin' Softball est enregistrée par Cashman pour l'épisode Homer at the Bat de la série télévisée The Simpsons.
La partition originale de Talkin' Baseball fait partie de la collection du musée du Temple de la renommée du baseball, qui a plus tard, en 2011, honoré Cashman dans une cérémonie à l'occasion du 30e anniversaire de la chanson.

## Personnalités mentionnées dans la chanson
Le titre Talkin' Baseball (Willie, Mickey & The Duke) fait référence à Willie Mays, Mickey Mantle et Duke Snider, trois anciens joueurs élus au Temple de la renommée du baseball et ayant évolué en même temps pour 3 clubs différents de la ville de New York : les Giants de New York pour Mays, les Yankees de New York dans le cas de Mantle, et Snider chez les Dodgers de Brooklyn. De nombreux autres joueurs ou entraîneurs sont mentionnés dans la chanson de Terry Cashman, parfois simplement par des surnoms. Ils sont :
| - Bobby Thomson - Yogi Berra - Ted Kluszewski - Roy Campanella - Stan Musial (The Man) - Bob Feller - Phil Rizzuto (The Scooter) - Sal Maglie (The Barber) - Don Newcombe (The Newc) - Casey Stengel |  | - Hank Aaron - Jackie Robinson (One Robbie going out) - Frank Robinson (One Robbie... coming in) - Ralph Kiner - Eddie Gaedel - Ted Williams (The Thumper) - Mel Parnell - George Brett - Bobby Bonds - Pete Rose |  | - Rusty Staub - Grover Cleveland Alexander - Reggie Jackson - Dan Quisenberry - Rod Carew - Gaylord Perry - Tom Seaver - Steve Garvey - Mike Schmidt - Vida Blue |

The Bachelor et Cookie, aussi mentionnés dans la chanson, ne sont pas des personnalités du baseball mais plutôt des amis d'enfance de Terry Cashman : Mike Green et Bobby Cook, respectivement.

### Sujets mentionnés
- The Whiz Kids : un surnom des Phillies de Philadelphie au début des années 1950, en particulier leur club champion de la Ligue nationale en 1950.
- Bobby Thomson had done it (« Bobby Thomson l'a fait ») est une référence au Shot Heard 'Round the World (le « coup entendu autour du monde »), c'est-à-dire le coup de circuit réussi par Thomson le 3 octobre 1951 pour faire gagner le championnat de la Ligue nationale aux Giants de New York contre leurs ennemis jurés, les Dodgers de Brooklyn.
- Yogi read the comics (« Yogi lit les illustrés ») : Yogi Berra était connu pour son amour des comics.
- The national pastime went on trial (« Le passe-temps national va en procès ») : le baseball est souvent appelé « passe-temps national » plutôt que sport national, aux États-Unis. Le baseball majeur s'est retrouvé devant les tribunaux dans les années 1950 alors que l'exemption des lois antitrust dont il bénéficiait était contestée.
- Well, Casey was winning... (« Bien, Casey gagnait... ») est une référence aux 7 Séries mondiales remportées par les Yankees de New York entre 1949 et 1960, années où leur gérant était Casey Stengel.
- Midget Gaedel (« Le nain Gaedel ») : dans un coup publicitaire en 1951, Bill Veeck, propriétaire des Browns de Saint-Louis, engage pour une journée Eddie Gaedel, une personne de petite taille mesurant 109 centimètres, pour l'utiliser comme frappeur suppléant dans un match.
- And Ike was the only one winning down in Washington (« et Ike est le seul qui gagne à Washington ») fait référence au président des États-Unis, Dwight Eisenhower, surnommé Ike, et au fait que la franchise qui était jadis établie à Washington, les Senators, était presque toujours une équipe perdante.
- The Oklahoma Kid (« l'enfant de l'Oklahoma ») fait référence à la vedette Mickey Mantle, originaire de l'Oklahoma.
- Bobby Bonds can play for everyone (« Bobby Bonds peut jouer pour tout le monde »)  : de 1974 à 1981, Bonds a joué pour 8 clubs différents en 8 ans.
- Rose is at the Vet (« Rose est au Vet ») : après avoir joué 16 saisons pour les Reds de Cincinnati, Pete Rose rejoint en 1978 les Phillies de Philadelphie, qui jouent à cette époque au Veterans Stadium, stade surnommé le Vet.
- Rusty again is a Met (« Rusty est à nouveau un Met ») : échangé par les Mets de New York après la saison 1975, Rusty Staub revient en 1981 jouer pour cette équipe.
- And the great Alexander is pitchin' again in Washington (« et le grand Alexander lance à nouveau à Washington ») fait référence à la fois à Grover Cleveland Alexander, un lanceur de baseball ayant joué de 1911 à 1930, et à Ronald Reagan, ancien acteur assermenté président des États-Unis en 1981 et qui avait interprété le rôle d'Alexander dans le film de baseball The Winning Team en 1952.
- If Cooperstown is calling, it's no fluke (« Si Cooperstown appelle, ce n'est pas un hasard ») : le Temple de la renommée du baseball est souvent appelé simplement Cooperstown, le nom de la petite ville où il est situé dans l'État de New York.
- Say Hey : Willie Mays était parfois surnommé The Say Hey Kid.

Par ailleurs, on entend dans le refrain la phrase They knew 'em all from Boston to Dubuque (« Ils les connaissaient tous, de Boston à Dubuque »). Dans le film Field of Dreams, paru au cinéma en 1989, soit 8 ans après la parution de la chanson Talkin' Baseball, plusieurs scènes censées se dérouler à Boston ont plutôt été tournées dans la ville de Dubuque et le comté de Dubuque, en Iowa.